# Clay City (Illinois)
Pour les articles homonymes, voir Clay City (homonymie).
Clay City est un village du comté de Clay dans l'Illinois, aux États-Unis,. Il est incorporé le 4 mai 1874. Le village est baptisé en référence à Henry Clay, Sénateur des États-Unis.

## Démographie
Lors du recensement de 2010, le village comptait une population de 959 habitants. Elle est estimée, en 2016, à 918 habitants.

## Source de la traduction
- (en) Cet article est partiellement ou en totalité issu de l’article de Wikipédia en anglais intitulé « Clay City, Illinois » (voir la liste des auteurs).